# Richard Crashaw

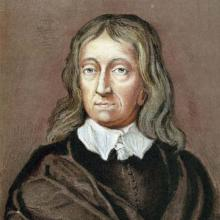
Richard Crashaw

Richard Crashaw (Londen, 1612 of 1613 – Loreto, 25 augustus 1649) was een Engels dichter die gerekend wordt tot de groep van de Metaphysical poets.

## Levensloop
Richard Crashaw was de enige zoon van William Crashaw, een Puriteins prediker, die door  zijn zeer strenge preken en uitspraken bijdroeg aan de groeiende aversie van de puriteinen tegen het theater.
Richard verzette zich steeds meer tegen de extreme opvattingen van zijn vader. Hij ging naar het Pembroke College van de Universiteit van Cambridge, studeerde af in 1634 en kreeg het jaar daarop een fellowship aan Peterhouse College.  Beide colleges waren gelieerd aan de zogeheten 'High Church' van de Anglicaanse Kerk, een richting met aan de Katholieke Kerk ontleende rituelen.
In de roerige tijden van de Engelse Burgeroorlog werd hem als royalist en vanwege zijn rooms-katholieke neigingen in 1644 zijn functie aan de universiteit ontnomen. Hij had op dat moment de universiteit al verlaten, evenals Abraham Cowley, die hetzelfde overkwam. In datzelfde jaar vluchtte hij naar Frankrijk.
In 1645 werd hij rooms-katholiek. Zijn vriend Cowley trof hem in Parijs aan in armoedige omstandigheden en bracht hem in contact met koningin Henriëtta Maria, de echtgenote van Karel I. Zij stuurde hem naar Rome, met een aanbevelingsbrief voor de paus, maar hij eindigde uiteindelijk in een nederige positie in de kathedraal van Loreto, waar hij overleed.

## Werk
Crashaw was vooral een schrijver van religieuze gedichten. Zijn eerste verzameling kwam uit in 1646 en was getiteld Steps To The Temple. Sacred Poems with other Delights of The Muses, waarvan twee jaar later een herziene en uitgebreide versie verscheen. Zijn weinige seculaire werk omvat onder meer Music's Duel en Wishes to his supposed Mistress. In 1652 verscheen postuum een door zijn vriend Miles Pinkney verzorgde complete collectie, Carmen Deo Nostro.
Richard Crashaw was in de Angelsaksische wereld een fenomeen; er was eigenlijk geen enkele andere Engelse dichter met hem te vergelijken. Ook al kwam hij uit een Engels gezin en kreeg een typische Engelse opvoeding, toch lijken zijn literaire roots eerder te liggen in Italië, Spanje en neo-Latijnse geschriften. Hij werd spiritueel dan ook aangetrokken door de rituelen en ceremonieën van het katholieke geloof. In zijn poëzie werd hij ook beïnvloed door schrijvers van emblemata en jezuïtische schrijvers van heilige Latijnse epigrammen. Ook de Italiaanse schrijver van "conceits" (grillige, fantasierijke vondsten), Giambattista Marino, beïnvloedde hem. Hij vertaalde diens gedicht La strage degli innocenti ("De slachting der Onschuldigen") naar het Engels. Zijn soms aan het absurde grenzende taalgebruik met vergezochte parallellen en effecten had tot gevolg dat in de 19e en 20e eeuw zijn poëzie vaak werd geridiculiseerd.